# Ancistrocladus grandiflorus
Ancistrocladus grandiflorus är en tvåhjärtbladig växtart som beskrevs av Martin Roy Cheek. Ancistrocladus grandiflorus ingår i släktet Ancistrocladus och familjen Ancistrocladaceae. Inga underarter finns listade i Catalogue of Life.